# Гніздо (фільм, 2020)
«Гніздо» — фільм-трилер. Сценарист, режисер та продюсер — Шон Дуркін . У ньому зіграли Джуд Лоу, Керрі Кун, Чарлі Шотвелл та Оона Рош.
Стрічка мала світову прем'єру на кінофестивалі Sundance 26 січня 2020 року.

## Сюжет
Фільм розповідає про талановитого бізнесмена на ім'я Рорі, що повертається з Америки на батьківщину, до Великої Британії разом зі своєю сім'єю, де стає відчуженим від суспільства.

## У ролях
- Джуд Лоу як Рорі
- Керрі Кун як Еллісон
- Чарлі Шотуелл, як Веніамін
- Оона Рош як Сем
- Енн Рейд
- Майкл Калкін як Артур Девіс
- Венді Крюсон
- Адель Ахтар як Стів
- Татьявна Джонс як тренер
- Джон Росс Харкін та Тобіас Мейсі як будівельники

## Виробництво
Проект був анонсований у квітні 2018 року. Зйомки фільму розпочалися у вересні 2018 року в Канаді за тиждень до переміщення до Англії .

## Реліз
Світова прем'єра відбулася на кінофестивалі « Санданс» 26 січня 2020 року.

## Прийом
На оглядовому агрегаторі Rotten Tomatoes цей фільм в даний час має рейтинг схвалення 87 % на основі 15 оглядів. Щодо Metacritic, фільм наразі має 80 балів із 100.